# 礼乐乡
礼乐乡，是中华人民共和国四川省南充市嘉陵区曾经下辖的一个乡。2019年10月，撤销集凤镇、礼乐乡、桃园乡，将其所属行政区域划归龙蟠镇管辖。

## 行政区划
礼乐乡撤销前下辖以下地区：
五龙村、大石岩村、冷水沟村、菜子沟村、唐家沟村、铜钢铺村、下张村、中西城村、上西城村、黄土山村、上张村、礼乐院村和赵家山村。